# Буркар, Клод
Клод Буркар (фр. Claude Bourquard, 5 марта 1937 — 23 мая 2011) — французский фехтовальщик-шпажист, многократный чемпион мира, призёр Олимпийских игр.

## Биография
Родился в 1937 году в Бельфоре. В 1958 году стал обладателем золотой и бронзовой медалей чемпионата мира. В 1959 году стал бронзовым призёром чемпионата мира. На чемпионате мира 1961 года завоевал серебряную медаль. В 1962 году стал чемпионом мира. На чемпионате мира 1963 года завоевал серебряную медаль. В 1964 году стал бронзовым призёром Олимпийских игр в Токио в составе команды, а в личном зачёте занял 6-е место. В 1965 году опять стал чемпионом мира. На чемпионате мира 1966 года стал обладателем золотой и серебряной медалей. В 1967 году вновь завоевал серебряную медаль чемпионата мира. В 1968 году принял участие в Олимпийских играх в Мехико, но наград не завоевал.